# Четков, Владимир Матвеевич
Владимир Матвеевич Четков (25 декабря 1875, Кишинёв, Российская империя — 3 июля 1958, Москва, СССР) — советский военный деятель, генерал-лейтенант артиллерии (22.08.1944), действительный член Академии артиллерийских наук (20.09.1946), заслуженный деятель науки и техники РСФСР (1948), доктор военных наук (1940), профессор (1939).

## Биография
Родился 25 декабря 1875 года в Кишинёве в дворянской семье. Русский.
С 1887 года — учащийся Псковского кадетского корпуса. С 1890 года — учащийся Полтавского кадетского корпуса. На военной службе с сентября 1894 года — юнкер Константиновского артиллерийского училища. С августа 1897 года подпоручик Четков служит преподавателем учебной команды 15-й артиллерийской бригады 15-й пехотной дивизии 8-го армейского корпуса в Одессе. С августа 1901 года поручик Четков — слушатель Академии Генерального штаба. С мая 1904 года, после окончания академии, штабс-капитан Четков назначен помощником старшего адъютанта, а затем старшим адъютантом штаба Одесского военного округа. Одновременно вёл практические занятия по тактике в Одесском пехотном училище. С сентября 1905 года — старший офицер батареи 15-й артиллерийской бригады в Одессе. С сентября 1906 года служит в Константиновском артиллерийском училище: младший и старший офицер, преподаватель топографии, тактики, тактики артиллерии, администрации. С мая 1914 года — помощник председателя комиссии по постройке и оборудованию 4-го артиллерийского училища в Киеве. С мая 1915 года капитан Четков — командир 2-й батареи Константиновского артиллерийского училища. С декабря 1916 года полковник Четков — командир артиллерийского дивизиона 37-й артиллерийской бригады 18-го армейского корпуса на Юго-западном фронте. С декабря 1917 года — член комиссии по устройству и формированию 2-х артиллерийских командных курсов. За отличия в воинской службе был награждён орденами Святого Владимира, Святой Анны и Святого Станислава различных степеней.
В Красной армии с февраля 1918 года: исполняющий должность заведующего 2-х Петроградских артиллерийских курсов. С апреля 1918 года — инспектор военно-учебных заведений Петроградского военного округа. В сентябре-октябре 1919 года участвовал в Гражданской войне в качестве начальника артиллерии обороны Васильевского острова в Петрограде. С сентября 1919 года — начальник Технической артиллерийской школы в Петрограде. С июля 1924 года — преподаватель Военно-технической артиллерийской школы. С сентября 1925 года — преподаватель Военно-технической академии РККА. С июля 1932 года — старший преподаватель, с августа 1938 года — доцент, с января 1940 года — старший преподаватель кафедры тактики Артиллерийской академии РККА им. Ф. Э. Дзержинского. С июня 1940 года — начальник кафедры военной истории, с марта 1942 года — старший преподаватель кафедры тактики, с октября 1942 года — начальник кафедры военной истории и географии Артиллерийской академии им. Ф. Э. Дзержинского. За особые заслуги в развитии науки постановлением Совета народных комиссаров СССР с 1 июля 1943 года назначена академическая пенсия союзного значения. С января 1946 года генерал-лейтенант артиллерии Четков — в отставке. С апреля 1947 года по март 1953 года — академик-секретарь 7-го отделения Академии артиллерийских наук.
Видный специалист в области общей тактики, тактики артиллерии и военной истории. Автор более 30 научных трудов. Написал учебные пособия «Артиллерия в особых видах боя», «Тактика артиллерии» и другие.
Умер 3 июля 1958 года. Похоронен в Москве на Донском кладбище.

## Награды
СССР
- три ордена Ленина (21.02.1945[5][6], 17.11.1945[5], 02.12.1945[5])
- орден Красного Знамени (03.11.1944)[6][7]
- орден Красной Звезды (07.12.1940)[5] — «в связи с 120-й годовщиной Артиллерийской ордена Ленина Академии Красной Армии имени Дзержинского, за плодотворную работу по выращиванию и воспитанию артиллерийских кадров»
  - медали в том числе:
  - «XX лет Рабоче-Крестьянской Красной Армии» (1938)[5]
  - «За победу над Германией в Великой Отечественной войне 1941—1945 гг.» (02.07.1945))[8]

Российская империя
- орден Святой Анны 2-й степени (15.01.1915)[9]
- орден Святого Станислава 2-й степени (06.12.1912)[10]
- орден Святого Владимира 3-й степени (06.12.1916)[11]
- орден Святой Анны 3-й степени (06.12.1909)[10]
- орден Святого Станислава 3-й степени (04.06.1906)[10]
- орден Святого Владимира 4-й степени (22.03.1915)[12]
- медаль «В память 300-летия царствования дома Романовых» (30.04.1913)[10]

## Труды
- Особые виды боя. Л., Артакадемия, 1936;
- Артиллерия в сложных и особых видах боя / Под ред. Сивкова А. К. М.: Госвоениздат, 1940.232 с.;
- Тактика артиллерии. Часть I, II и III. М., Госвоениздат, 1940—1941 (соавторы Сивков А. К., Беттихер Н. И. и др.);
- Советская артиллерия в битве под Москвой. М., 1946;
- Бородино// Артиллерийский журнал. 1942. № 4. С. 35-42;
- Роль артиллерий в Великой Отечественной войне // Артиллерийский журнал. 1942. № 6. С. 15-20;
- Русская артиллерия (краткий исторический очерк) // Артиллерийский журнал. 1944. № 11. С. 35-38;
- Грюнвальд и Кунерсдорф (Историческая справка) // Артиллерийский журнал. 1945. № 2-3. С. 40-42;
- Фельдмаршал М. И. Кутузов — великий русский полководец // Артиллерийский журнал. 1945. № 9. С. 4-10;
- Разгром шведских интервентов на Украине в 1709 г. // Известия ААН. 1951. Вып. 1. С. 167—176;
- Действия артиллерии 13-й армии на каховском плацдарме с 6 по 20 августа 1920 г. / Советская артиллерия: Сб. статей. М.: ААН, 1950. С. 49-61;
- Разрушение железобетонных точек на оз. Сувато-Ярви / Советская артиллерия: Сб. статей. М.: ААН, 1950. С. 71-77;
- Артиллерия в Московской операции / Советская артиллерия: Сб. статей. М.: ААН, 1950. С. 87-107.